# Rasselstein (Hückeswagen)
Rasselstein war ein Industrieort in Hückeswagen im Oberbergischen Kreis im Regierungsbezirk Köln in Nordrhein-Westfalen (Deutschland). Der Ort wurde für die Erweiterung der Bevertalsperre 1938 abgetragen und der Standort ist heute überflutet.

## Lage und Beschreibung
Rasselstein lag im Tal der Bever im östlichen Hückeswagen nahe der Stadtgrenze zu Wipperfürth. Nachbarorte waren Käfernberg, Wefelsen, Großberghausen, Ober- und Niederlangenberg, auf Hückeswagener und Oberröttenscheid auch Wipperfürther Stadtgebiet. Ebenfalls im Rahmen des Talsperrenbaus abgegangen sind die benachbarten Fröhlenhausen, Rotterdam und Gillesbever.

## Geschichte
Von 1725 bis zu ihrem Abriss 1938 produzierte im Ort eine Tuchfabrik. Der Ort gehörte zu dieser Zeit zu der Berghauser Honschaft im bergischen Amt Bornefeld-Hückeswagen.
In der zweiten Hälfte des 18. Jahrhunderts stand in Rasselstein zudem ein vom Wasser der Bever getriebener Bandhammer. Er war im Besitz von Johann Flender, der in der Region zahlreiche Fabrikationsstätten besaß.
1815/16 lebten 24 Einwohner im Ort. 1819 erstellte der Landrat des Kreises Lennep für die königliche Regierung in Düsseldorf ein Verzeichnis über die stillgelegten oder umgewandelten Wassertriebwerke im Kreis. Aus ihr geht hervor, dass in Rasselstein sowohl der Eisenhammer von Johann Flender aus Kräwinklerbrücke als auch ein weiterer Hammer eines August Brand wohl bereits seit 1804 außer Betrieb waren. Für 1828 wurde aber in einem Brief des Hückeswagener Bürgermeisters wieder der Betrieb von zwei Hämmern in Rasselstein vermeldet.
Die Topographische Aufnahme der Rheinlande von 1824 und die Preußische Uraufnahme von 1844 verzeichnen den Ort beide als Rasselstein. Flussabwärts ist ein weiteres Wassertriebwerk eingezeichnet. Für das Jahr 1830 werden für Rasselstein 29 Einwohner angegeben.
Die Eigentumsverhältnisse im Ort sind für das Jahr 1829 dokumentiert. Zwei Wohnhäuser und der sogenannte Obere Rasselsteiner Hammer waren im Besitz der Gebrüder Flender, Erben des Johann Flender. Der Untere Rasselsteiner Hammer gehörte zusammen mit zwei weiteren Wohnhäusern einem Ambrosius Brand aus Bollenbeck. Beide Eigentümer überließen einen Stauteich einem Hommeltenberg.
1832 gehörte Rasselstein weiterhin der Berghauser Honschaft an, die ein Teil der Hückeswagener Außenbürgerschaft innerhalb der Bürgermeisterei Hückeswagen war. Der laut der Statistik und Topographie des Regierungsbezirks Düsseldorf als Eisenhammer und Tuchfabrik kategorisierte Ort besaß zu dieser Zeit zwei Wohnhäuser, die drei Fabriken bzw. Hämmer und zwei landwirtschaftliche Gebäude. Zu dieser Zeit lebten 18 Einwohner im Ort, davon vier katholischen und 14 evangelischen Bekenntnisses.
Der Oberrasselsteiner und der Unterrasselsteiner Hammer wurden 1835 als Raffinierstahl-Hämmer betrieben und besaßen jeweils zwei oberschlächtige Wasserräder. Einer der beiden wurde 1837 in einer Schererei und Rauherei umgewandelt, 1840 ist eine Walkmühle verzeichnet.
1843 ist der Oberrasselsteiner Hammer noch im Betrieb. 1849 erwarb die Textilfirma Mertens aus Wiehagen alle Anlagen nebst zwei Wohnhäusern.
Im Gemeindelexikon für die Provinz Rheinland werden 1885 drei Wohnhäuser mit 28 Einwohnern angegeben. Der Ort gehörte zu dieser Zeit zur Landgemeinde Neuhückeswagen innerhalb des Kreises Lennep. 1895 besitzt der Ort drei Wohnhäuser mit 16 Einwohnern, 1905 vier Wohnhäuser und 16 Einwohner.
1898 wurde die alte Bevertalsperre aufgestaut, unterhalb deren Staumauer Rasselstein seitdem lag. Als die Talsperre 1938 vergrößert wurde, lag der Ort im projektierten erweiterten Stauraum, wurde niedergelegt und überflutet.

## Persönlichkeiten
- Robert Mischke (1865–1932), Marineoffizier, zuletzt Vizeadmiral der Kaiserlichen deutschen Marine und Chef der Küstenschutzdivision der Ostee, wurde am 10. März 1865 in dem ehemaligen Ort geboren